# یواس‌اس پی‌جی‌ام-۵
یواس‌اس پی‌جی‌ام-۵ (به انگلیسی: USS PGM-5) یک کشتی بود که طول آن 110 feet 10 inches و ارتفاع آن 10 feet 10 inches بود. این کشتی در سال ۱۹۴۲ ساخته شد.